# Jules Pierre Fourreau
Jules Pierre Fourreau va ser un botànic francès nascut a Lió el 25 d'agost de 1844 i mort a Beaune el 16 de gener de 1871.

## Biografia
Després d'estudiar al Collège des Minimes de Lió, on va ser alumne del pare Madenis, autor del manual Manuel du botaniste herborisant, primer va dirigir una casa de comerç. Després, es va convertir en assistent del botànic Alexis Jordan, sobretot com a dissenyador, encarregat de supervisar el treball dels gravadors i coloristes i també com a herbolari.
Va iniciar campanyes d'herbolització des de 1864: Ardèche i els Alps, Montélimard a l'any següent i el Midi i la Provença el 1866 on va conèixer a Frédéric Mistral amb qui va establir una sincera amistat. Aquest últim el va presentar a Nicolas de Séménow. Va continuar plantant al departament de Gard el 1868. Aquest últim el va presentar a Nicolas de Séménow. Va continuar plantant al departament de Gard el 1868.
El 1869, va donar el nom de Mistralia a un gènere de plantes de la família de les timeleàcies en honor del poeta Frédéric Mistral. Aquest mateix any, va crear la Societat de la Renaixença i es va convertir en el seu president. Va presentar dos estudis, un sobre la influència social, política i religiosa del Renaixement, l'altre sobre la llibertat de premsa.
Al començament de 1870, es va traslladar al voltant de Marsella, però es va allistar voluntàriament als legionaris del Roine, al novembre. Va morir el 16 de gener de 1871 a l'hospital de Beaune després d'una ferida al peu rebuda a la batalla de Nuits el 18 de desembre de 1870.
Frédéric Mistral, el va anomenar "una oreneta de felicitat", quan va anunciar la seva mort, va dir: "És l'elegit! És un dels que, pel sacrifici de les seves vides i la puresa del seu holocaust, desarmarà la mà que ens castiga i redimirà la nostra França desviada."
La seva principal contribució, durant la seva curta vida, es va deure a les notables iconografies que va deixar. Adolphe Méhu també parla del seu sentit de les afinitats de les plantes que l'haurien convertit en un destacat taxonomista.

## Homenatges
Se li va dedicar el gènere Fourraea Greuter & Burdet de la família de les brassicàcies així com l'espècie Rosa fourroei Déségl. (1872).